# 一起一起這裡那裡
《一起一起這裡那裡》是異識以四格漫畫發表的日本漫畫作品，單行本由芳文社出版發行；中文版則由尖端出版代理發行。自《Manga Time Kirara》（まんがタイムきらら）2006年10月號開始到12月以三個月的短篇的形式連載。標題的英文為「PLACE TO PLACE」。

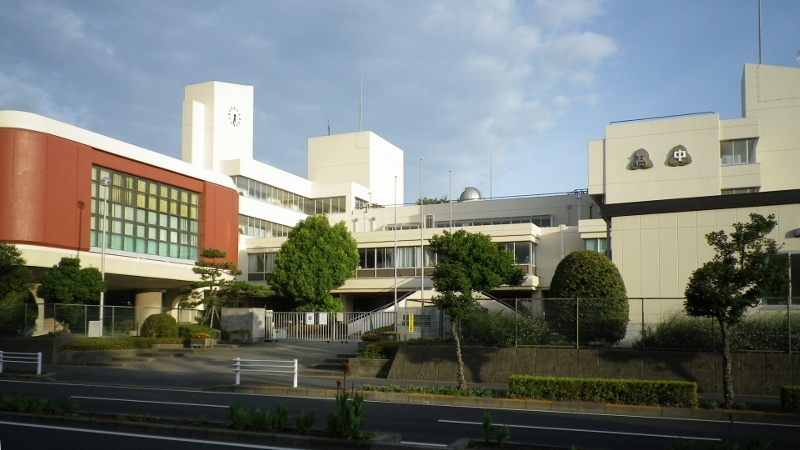
漫畫內的主要背景千葉市立貓毛高等学校的實際場景千葉市立稲毛高等学校

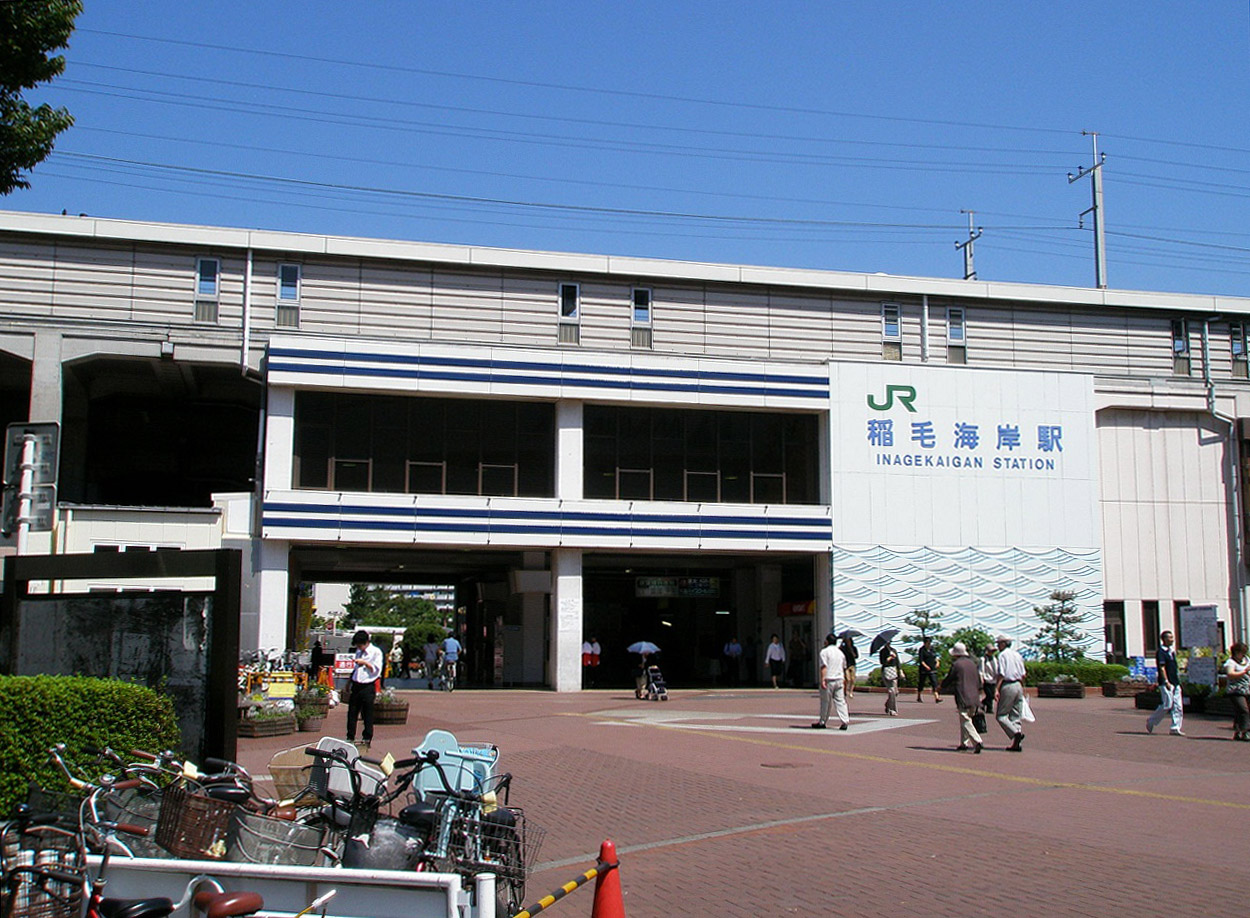
在動畫版登場的猫毛海岸駅的實際原型稻毛海岸車站

在2012年1月號的月刊《Manga Time Kirara》上宣布確定動畫化，並在2012年4月至6月播放電視動畫。

## 作品簡介
故事發生於在千葉縣的高校（在動畫版的學校進校畫面可以看到以稻毛高等学校為藍本的「縣立貓毛高等學校」）就讀的少女摘希及其身邊的人。摘希雖然喜歡伊御，卻沒辦法坦率的表現出來。伊御雖然不清楚摘希的心意，卻還是溫柔的對待她。兩人的關係維持在朋友程度，尚未成為戀人。兩人的朋友們總是在一旁熱熱鬧鬧的守護他們。摘希和伊御兩人微妙的距離感讓旁觀的人反而比他們更害羞，這時兩人的朋友會代替讀者對他們吐槽。在第一集書腰上寫著「看了之後一定會想要在地上打滾」。

## 登場人物
御庭摘希（聲：斋藤千和/大久保瑠美）
喜歡伊御的傲嬌少女。偶爾會突然長出貓耳、尾巴。
比朋友們矮一個頭，嘴型呈^字形。長髮及腳。頭髮前端有一束向前翹起。左撇子。
緊張時會吃螺絲，會退化成幼兒會話程度。伊御對她溫柔時會很開心，卻沒辦法自己向他撒嬌。相反的，在心情不好的時候會用力咬住伊御不放。
雖然個子矮小，但是力量很大，能簡單舉起比自己重的東西。
成绩優秀，名列全年級第一，做菜也是高人一等，但不善於教人。
音無伊御（聲：櫻井孝宏/岡本信彥）
戀愛遲鈍的眼鏡男。呆毛會與感情連動。很重視摘希，明顯的對她特別關心，朋友以上戀人未滿。
看起來完全不會對兩人的關係感到苦惱，無法確認是真的遲鈍而沒有注意到，或是有注意到但故意迴避。有時會有誇張到讓摘希和姬噴鼻血倒地的言行。
任何動物看到他都會很自然的親近。转笔万能（只要是長型的物體都可以轉）。
擁有能夠不自覺的擄獲人心的能力，在午間廣播時的發言曾導致全校女生大量噴鼻血。
根據漫畫第二卷學院祭時鄰居女性朋友來買可麗餅時的對答和繪跟美衣子的回想中能得知伊御從小開始就是撩妹高手。
春野姬（聲：中原麻衣/福原香織）
笨拙少女，常做出天然呆發言。遇到戀愛或萌的氣息時會噴鼻血。
在主要角色群中擔任正常人的對比角色。非常容易被牽著走，常常陷入混亂狀態。
片瀨真宵（聲：植田佳奈/生天目仁美）
擅長修機器與創造機器的少女。性格容易陷入爆走狀態。
平日穿著類似實驗袍的白大衣，頭髮綁成兩團，眼睛被劉海擋住看不見。
常以各種方式惡整摘希而受到重手反擊，不過總是學不乖。不擅長料理。曾對伊御求婚。
戌井榊（聲：保志總一朗/淺沼晉太郎）
與伊御等人就讀不同班級。常和真宵一起開伊御和摘希的玩笑，也經常一起被反擊。
在不少的活動場面上跟真宵很合得來，兩人時有惡作劇的想法。
崎守咲（聲：桑岛法子/高森奈津美）
特徵為形狀像有貓耳突起的金長髮。說話比較活躍，發言上對京谷時有劣詞，活潑系的少女。曾對伊御求婚。
深山佳奈（聲：田村由香里/今野宏美）
綠色短髮綁小雙辮。偶有爆炸性發言，與真宵同樣對於料理方面不熟悉。
有莫名的破壞力，曾在玩踢罐子時輕鬆的把真宵作的障礙如空氣般衝過去而毫無影響。曾對伊御求婚。
西原京谷（聲：阿部敦/代永翼）
偶爾被佳奈跟咲兩人在談話上作弄。運動能力非常好。曾被榊笑只注意咲，但本人稱是清白的。
有時候會擔任正常人的吐槽角色。常被惡整，也會跟著惡整別人，偶爾也把矛頭引向榊。
櫻川菊繪（聲：金井美香/岩男潤子）
積木班級的班導。天然呆，神之摔倒持有者，經常與姬一樣被牽著走。口頭禪為。
因為美衣子的關係，在以前就認識伊御和榊。被稱為櫻川老師（桜川先生）。
戌井美衣子（聲：皆口裕子）
伊御打工的蛋糕店汪汪館的店長，榊的姊姊，和櫻川老師是朋友。
擅長甜點蛋糕的溫柔系大姐姐。在附近一帶很有人氣，不論是甜點還是本人。
疑似對伊御抱有好感，曾打算在情人節時送結婚蛋糕給伊御。
桐野亞美（聲：竹達彩奈/三宅麻理惠）
午休時的廣播放送委員兼主持，曾邀請榊跟伊御兩人當客串主持。

## 单行本
| 期数 | 芳文社         | 芳文社                 | 尖端出版       | 尖端出版              |
| 期数 | 发售日         | ISBN                   | 发售日         | EAN                   |
| ---- | -------------- | ---------------------- | -------------- | --------------------- |
| 1    | 2007年10月27日 | ISBN 978-4-8322-7659-8 | 2009年2月19日  | EAN 471-7-7022-1998-7 |
| 2    | 2008年12月25日 | ISBN 978-4-8322-7763-2 | 2011年11月22日 | EAN 471-7-7022-2705-0 |
| 3    | 2010年3月27日  | ISBN 978-4-8322-7899-8 | 2014年9月22日  | EAN 471-7-7022-6138-2 |
| 4    | 2011年7月27日  | ISBN 978-4-8322-4047-6 | 2015年4月20日  | EAN 471-7-7022-6599-1 |
| 5    | 2012年7月26日  | ISBN 978-4-8322-4171-8 |                |                       |
| 6    | 2014年9月27日  | ISBN 978-4-8322-4482-5 |                |                       |
| 7    | 2017年1月27日  | ISBN 978-4-8322-4795-6 |                |                       |
| 8    | 2019年11月27日 | ISBN 978-4-8322-7135-7 |                |                       |
| 9    | 2022年9月27日  | ISBN 978-4-8322-7397-9 |                |                       |
| 10   | 2025年3月27日  | ISBN 978-4-8322-9624-4 |                |                       |

封面下收錄「一起一起這裡那裡幼稚園」。伊御當保母，其他角色幼兒化的幼稚園漫畫。電視動畫將這個部分用作下回預告。

## 電視動畫
2012年4月5日起於TBS、MBS、CBC播放，5月起於BS-TBS播放。

### 工作人員
- 原作 - 異識『一起一起這裡那裡』「Manga Time Kirara」連載（芳文社）
- 导演 - 追崎史敏
- 副导演 - 鈴木薰
- 系列構成 - 天河信彦
- 人物设计 - 渡邊敦子（日语：渡辺敦子 (アニメーター)）
- 道具设计·总作画監督 - 古川英樹（日语：古川英樹）
- 音效指导 - 岩浪美和
- 動畫制作 - AIC

### 主題歌
主題曲「あっちでこっちで」
作詞 - はかせ / 作曲・編曲 - ARM / 歌 - あっち⇔こっち（摘希（大久保瑠美）、伊御（岡本信彦）、姫（福原香織）、真宵（生天目仁美）、榊（浅沼晋太郎））
片尾曲「手をギュしてね」
作詞 - オミ織葉 / 作曲・編曲 - uno / 歌 - 御庭摘希（大久保瑠美）

### 各話列表
| 話數       | 標題                             | 分鏡                  | 演出          | 作畫監督                            |
| ---------- | -------------------------------- | --------------------- | ------------- | ----------------------------------- |
| EPISODE 1  | 這裡⇔那裡                        | 追崎史敏              | 安藤貴史      | 古川英樹                            |
| EPISODE 2  | 好吃的蛋糕⇔情人節的嘴唇          | 岡本英樹              | 渡部周        | 草間英興                            |
| EPISODE 3  | 無情的雪仗⇔料理實習課（燃）      | 釘宮洋                | 佐佐木奈奈子  | 杉本光司 菊池政芳 菊永千里          |
| EPISODE 4  | 願掌握在手裡⇔戀愛Dona Dona       | 川口理惠              | 鈴木薰        | 森島範子                            |
| EPISODE 5  | 撞擊⇔第一名                      | 玉川真人              | 安藤貴史      | 澤田譲治                            |
| EPISODE 6  | 泳池與襯衫⇔作業                  | 大久保政雄            | 越田知明      | 川島尚                              |
| EPISODE 7  | 有山有水⇔烤肉                    | 川口理惠              | 渡部周        | 草間英興                            |
| EPISODE 8  | 作業之夏⇔祭典之夏                | 古田丈司              | 古田丈司      | 涉谷秀                              |
| EPISODE 9  | 把我包住！⇔戀愛與浪漫的校慶      | 佐佐木奈奈子 越田知明 | 佐佐木奈奈子  | 杉本光司 菊池政芳 藤田真弓 海保仁美 |
| EPISODE 10 | 遇見大熊⇔戀愛聖誕                | 吉川浩司              | 越田知明      | 川島尚 野田康行                     |
| EPISODE 11 | 今年也請多指教⇔年糕遊戲          | 安藤貴史              | 安藤貴史      | 澤田讓治 伊藤依織子 松浦仁美        |
| EPISODE 12 | 甜蜜寶石⇔巧克力格鬥              | 追崎史敏              | 吉田紗子      | 小池智史                            |
| EPISODE 13 | 間接技⇔愛情的技能 PLACE⇔PRINCESS | 平川哲生              | 鈴木薫 渡部周 | 森島範子 草間英興 古川英樹          |

## 播出時間
日本深夜動畫：下文記載的日本国内播放時間使用日本標準時間（UTC+9）表示。因為部分時間标识會採用30小时制，因此請留意这类超过24:00的时间，其實際播放時間為翌日清晨。
| 播放地區   | 播放電視台   | 播放日期               | 播放時間（UTC+9）   | 所屬聯播網 | 備註     |
| ---------- | ------------ | ---------------------- | ------------------- | ---------- | -------- |
| 關東廣域圈 | TBS電視台    | 2012年4月5日 - 6月28日 | 星期四 25:25－25:55 | TBS系列    | 制作局   |
| 近畿廣域圈 | 每日放送     | 2012年4月9日 - 7月2日  | 星期一 26:20－26:50 | TBS系列    |          |
| 中京廣域圈 | 中部日本放送 | 2012年4月19日 - 7月5日 | 星期四 26:00－26:30 | TBS系列    |          |
| 日本全國   | BS-TBS       | 2012年5月5日 - 7月21日 | 星期六 25:00－25:30 | 衛星電視   | 製作協力 |
| 日本全國   | AT-X         | 2012年8月7日 - 9月25日 | 星期二 08:00－08:30 | 衛星電視   | 有重播   |

| 播放地區 | 播放電視台 | 播放日期                  | 當地播放時間            | 所屬聯播網  | 備註             |
| -------- | ---------- | ------------------------- | ----------------------- | ----------- | ---------------- |
| 臺灣     | Animax     | 2013年10月4日 - 10月16日  | 每天 22:30－23:00       | 有線電視    | UTC+8 有重播時段 |
| 臺灣     | Animax HD  | 2015年7月21日 - 8月2日    | 每天 15:30－16:00       | 中華電信MOD | UTC+8 有重播時段 |
| 香港     | Animax     | 2013年10月24日 - 11月11日 | 星期一至五 21:00－21:30 | 有線電視    | UTC+8 有重播時段 |

## 腳註

## 外部連結
- 作品介紹網頁（页面存档备份，存于）（網站） （日語）
- 電視動畫官方網站（TBS電視台）（页面存档备份，存于） （日語）
- アニメ「あっちこっち」公式アカウント的X（前Twitter） （日語）
- おこた（仮）（页面存档备份，存于） - 作者官方網站 （日語）
- 一起一起這裡那裡在動畫新聞網百科全書中的資料（英文） （英文）
- 一起一起這裡那裡在動畫新聞網百科全書中的資料（英文） （英文）